# 住吉 (大阪市)
住吉（すみよし）は、大阪府大阪市住吉区にある町名。現行行政地名は住吉一丁目および住吉二丁目。

## 地理
住吉区の西部に位置し、東に帝塚山東、西に長峡町、南に墨江、南東に上住吉、北帝塚山西、北西に東粉浜と接している。

## 歴史
1981年（昭和56年）、大阪市住吉区帝塚山中1 - 5丁目・帝塚山西1 - 5丁目・住吉町・上住吉町・粉浜東之町1 - 5丁目・長峡町の各一部より、住吉1 - 2丁目成立。

## 世帯数と人口
2024年（令和6年）9月30日現在の世帯数と人口は以下の通りである。
| 丁目       | 世帯数    | 人口    |
| ---------- | --------- | ------- |
| 住吉一丁目 | 850世帯   | 1,563人 |
| 住吉二丁目 | 653世帯   | 1,278人 |
| 計         | 1,503世帯 | 2,841人 |

### 人口の変遷
国勢調査による人口の推移。
| 1995年（平成7年）  | 3,141人 | [ 6 ]  |  |
| 2000年（平成12年） | 2,901人 | [ 7 ]  |  |
| 2005年（平成17年） | 2,846人 | [ 8 ]  |  |
| 2010年（平成22年） | 2,771人 | [ 9 ]  |  |
| 2015年（平成27年） | 2,748人 | [ 10 ] |  |
| 2020年（令和2年）  | 2,735人 | [ 11 ] |  |

### 世帯数の変遷
国勢調査による世帯数の推移。
| 1995年（平成7年）  | 1,348世帯 | [ 6 ]  |  |
| 2000年（平成12年） | 1,266世帯 | [ 7 ]  |  |
| 2005年（平成17年） | 1,259世帯 | [ 8 ]  |  |
| 2010年（平成22年） | 1,262世帯 | [ 9 ]  |  |
| 2015年（平成27年） | 1,221世帯 | [ 10 ] |  |
| 2020年（令和2年）  | 1,311世帯 | [ 11 ] |  |

## 学区
市立小・中学校に通う場合、学区は以下の通りとなる。なお、小学校・中学校入学時に学校選択制度を導入しており、通学区域以外に住吉区の小学校・中学校から選択することも可能。
| 丁目       | 番                                             | 小学校             | 中学校               |
| ---------- | ---------------------------------------------- | ------------------ | -------------------- |
| 住吉一丁目 | 全域                                           | 大阪市立住吉小学校 | 大阪市立住吉中学校   |
| 住吉二丁目 | 1～8番 9番89号                                 | 大阪市立住吉小学校 | 大阪市立住吉中学校   |
| 住吉二丁目 | 9番51～58号 9番67～75号 9番105～119号 10～17番 | 大阪市立墨江小学校 | 大阪市立墨江丘中学校 |

## 事業所
2021年（令和3年）現在の経済センサス調査による事業所数と従業員数は以下の通りである。
| 丁目       | 事業所数 | 従業員数 |
| ---------- | -------- | -------- |
| 住吉一丁目 | 42事業所 | 313人    |
| 住吉二丁目 | 30事業所 | 357人    |
| 計         | 72事業所 | 670人    |

## 交通

### 鉄道
- 南海電気鉄道
  - 高野線 住吉東駅
- 阪堺電気軌道
  - 阪堺線 住吉鳥居前停留場
  - 上町線 住吉停留場 - 神ノ木停留場

## 施設
- 住吉大社
- 大海神社
- 生根神社
- 宝泉寺
- 東福寺
- 大阪国税局 住吉税務署
- 大阪住吉町郵便局
- ココカラファイン 住吉東店
- 池田家住宅（国・登録文化財）
- 住吉一二三公園

## その他

### 日本郵便
- 〒558-0045[3]（集配局：住吉郵便局[15]）